# Коломбари, Мартина
Марти́на Коломба́ри (итал. Martina Colombari; род. 10 июля 1975, Риччоне, Эмилия-Романья) — итальянская актриса кино и телевидения, фотомодель и телеведущая.

## Биография
Мисс Италия 1991 года. На тот момент была самой юной победительницей конкурса. После победы на конкурсе она сразу же начала карьеру модели, участвовала в показах модных домов Джорджио Армани и Джанни Версаче.
Вскоре начала карьеру на телевидении.
Снялась в нескольких кинофильмах. В 2011 году презентовала автобиографию «La vita è una».

## Семья
В 2004 году вышла замуж за футболиста Алессандро Костакурта, с которым воспитывает сына Ахиллеса.